# 나카가와촌 (야마가타현 히가시오키타마군)
나카가와촌(中川村)은 야마가타현 히가시오키타마군에 있던 촌이다.

## 역사
- 1889년 4월 1일 - 정촌제 시행에 의해 4촌의 구역을 가지고 성립하였다.
- 1955년 6월 10일 - 아카유정과 합병해, 새로운 아카유정이 성립, 동일 나카가와촌은 폐지되었다.
- 1957년 3월 21일 - 아카유정내 구촌 지역의 일부 (오아자 나카가와)가 가미노야마시에 편입되었다.

## 교통

### 철도
- 일본국유철도
  - 오우 본선

### 도로
- 1급 국도
  - 국도 제13호선

## 참고문헌
- 角川日本地名大辞典 6 山形県